# Resistir é vencer
Resistir é vencer é o último álbum de originais de José Mário Branco, publicado pela EMI – Valentim de Carvalho em 2004.

## História
Foi gravado entre Janeiro e Março de 2004 no estúdio “O circo a vapor”, em Lisboa. As secções de cordas friccionadas foram gravadas em Fevereiro de 2004 com a Orquestra de Gratz, em Viena, e a edição e mistura foram feitas em Fevereiro e Março de 2004 em Oeiras, no Estúdios Pé-de-meia.
José Mário Branco dedicou o álbum ao povo timorense, sendo que o título remete para a luta pela independência do povo timorense contra a ocupação da Indonésia, que só terminou em 2002 com a independência de Timor-Leste.
A capa do álbum apresenta um excerto da pintura "Resistência" de Júlio Pomar, que data do ano 1946.
O álbum foi reeditado em 2017 pela Warner Music Portugal, no âmbito das comemorações dos 50 anos de carreira de José Mário Branco.

## Alinhamento
Este álbum tem o seguinte alinhamento:
| N.º            | Título                    | Compositor(es)    | Letra             | Duração |  |
| 1.             | "Nem Deus nem senhor"     | José Mário Branco | José Mário Branco | 8:46    |  |
| 2.             | "Se do império"           | José Mário Branco | José Mário Branco | 4:16    |  |
| 3.             | "Poder"                   | José Mário Branco | José Mário Branco | 3:47    |  |
| 4.             | "As contas de Deus"       | José Mário Branco | José Mário Branco | 3:14    |  |
| 5.             | "Canção dos despedidos"   | José Mário Branco | José Mário Branco | 5:02    |  |
| 6.             | "Onofre"                  | José Mário Branco | José Mário Branco | 3:55    |  |
| 7.             | "Eram mais de cem"        | José Mário Branco | José Mário Branco | 5:56    |  |
| 8.             | "O papão do anão"         | José Mário Branco | José Mário Branco | 4:57    |  |
| 9.             | "A vida rompeu"           | José Mário Branco | Nuno Júdice       | 3:34    |  |
| 10.            | "Do que um homem é capaz" | José Mário Branco | José Mário Branco | 3:54    |  |
| 11.            | "Canto dos torna-viagem"  | José Mário Branco | José Mário Branco | 7:06    |  |
| 12.            | "Fado em Dó Maior"        | José Mário Branco | José Mário Branco | 4:27    |  |
| 13.            | "Pão-pão"                 | José Mário Branco | José Mário Branco | 3:08    |  |
| 14.            | "Amor gigante"            | José Mário Branco | José Mário Branco | 5:06    |  |
| 15.            | "Tenho dó das estrelas"   | José Mário Branco | Fernando Pessoa   | 2:17    |  |
| 16.            | "Elogio de Caeiro"        | José Mário Branco | José Mário Branco | 3:53    |  |
| Duração total: | Duração total:            | Duração total:    | Duração total:    | 1:10:38 |  |